# ورزشگاه دیگو آرماندو مارادونا
ورزشگاه دیگو آرماندو مارادونا (به ایتالیایی: Stadio Diego Armando Maradona) که قبلاً ورزشگاه سن پائولو (به ایتالیایی: Stadio San Paolo) نام داشت؛ ورزشگاهی چند منظوره در شهر ناپل در کشور ایتالیا است که سومین ورزشگاه بزرگ این کشور محسوب می‌شود.
بازی‌های خانگی باشگاه فوتبال ناپولی در این ورزشگاه برگزار می‌شود.